# Apogon fukuii
Apogon fukuii es una especie de pez de la familia de los apogónidos en el orden de los perciformes.

## Morfología
Los machos pueden alcanzar los 9,3 cm de longitud total.

## Distribución geográfica
Se encuentran en Japón.